# Rosa karakalensis
Rosa karakalensis är en rosväxtart som beskrevs av Michail Vasilevich Kultiasow. Rosa karakalensis ingår i släktet rosor, och familjen rosväxter. Inga underarter finns listade i Catalogue of Life.